# Noord-Atlantische Verdragsorganisatie
De Noord-Atlantische Verdragsorganisatie (NAVO; Engels: NATO, North Atlantic Treaty Organization; Frans: OTAN, Organisation du traité de l'Atlantique nord), ten tijde van de oprichting ook het Atlantisch Pact genoemd (verouderd), is een na de Tweede Wereldoorlog opgerichte militaire internationale organisatie op basis van het Noord-Atlantische Verdrag dat in Washington D.C. op 4 april 1949 werd getekend.
Belangrijkste afspraken in dit verdrag betreffen wederzijdse verdediging en samenwerking van de legers van de aangesloten landen, aanvankelijk ook als krachtenbundeling tegen samenwerkende communistische landen binnen de invloedssfeer van de Sovjet-Unie, ook bekend als het Oostblok. Het NAVO-hoofdkwartier is gevestigd in het Brusselse stadsdeel Haren. In 2024 telde deze verdragsorganisatie 32 lidstaten.
De in 1992 opgerichte Organisatie voor het Verdrag inzake Collectieve Veiligheid (CSTO), een militair bondgenootschap van Rusland, Armenië, Kazachstan, Kirgizië, Tadzjikistan en Wit-Rusland kan, evenals het Warschaupact dat heeft bestaan van 1955 tot 1991, worden gezien als een tegenhanger van de reeds in 1949 opgerichte NAVO. 

## Lidstaten
Aanvankelijke leden waren België, Canada, Denemarken, Frankrijk, IJsland, Italië, Luxemburg, Nederland, Noorwegen, Portugal, het Verenigd Koninkrijk en de Verenigde Staten. Later werden Turkije en Griekenland (februari 1952), de Bondsrepubliek Duitsland (1955) en Spanje (1982) lid.
Na het einde van de Koude Oorlog sloten Tsjechië, Polen en Hongarije zich aan (12 maart 1999). Op 29 maart 2004 volgden Estland, Letland, Litouwen, Slowakije, Slovenië, Roemenië en Bulgarije, waarna Kroatië en Albanië (april 2009), Montenegro (5 juni 2017) en Noord-Macedonië (27 maart 2020) ook lid werden. Na de grootschalige Russische invasie van Oekraïne sinds februari 2022, werden Finland (4 april 2023) en Zweden (7 maart 2024) lid. Beide landen hadden tot dan juist bewust een beleid van neutraliteit gevoerd.

Frankrijk maakte tussen 1966 en 1996 geen deel uit van de militaire organen van de NAVO. In de periode 1996 - 2009 maakten de Fransen een voorbehoud met betrekking tot militair optreden, maar sinds 4 april 2009 is Frankrijk weer volledig lid van de NAVO.
1949
- België
- Canada
- Denemarken
- Frankrijk
- IJsland
- Italië
- Luxemburg
- Nederland
- Noorwegen
- Portugal
- Verenigd Koninkrijk
- Verenigde Staten

1952
- Griekenland
- Turkije

1955
- Bondsrepubliek Duitsland

1982
- Spanje

1990
- Duitsland[3]

1999
- Hongarije
- Polen
- Tsjechië

2004
- Bulgarije
- Estland
- Letland
- Litouwen
- Roemenië
- Slovenië
- Slowakije

2009
- Albanië
- Kroatië

2017
- Montenegro

2020
- Noord-Macedonië

2023
- Finland

2024
- Zweden

### Wel EU-lid, geen NAVO-lid
De volgende landen van de Europese Unie zijn geen lidstaten van de NAVO:
- Ierland
- Oostenrijk
- Cyprus
- Malta

Oostenrijk wil geen lid worden omdat het land, toen het na inwerkingtreding van het Oostenrijks Staatsverdrag in 1955 weer zelfstandig werd, verklaarde voor eeuwig neutraal te blijven.

### Aspirantleden: Georgië en Oekraïne
Op de NAVO-top in Boekarest van 3 april 2008 besloten de regeringsleiders van de lidstaten over de aanvragen van Georgië en Oekraïne voor lidmaatschap en het toekennen van een Membership Action Plan (MAP), het voorportaal voor lidmaatschap. Hierover was in de NAVO geen consensus, waar wel unanimiteit voor vereist is. De Verenigde Staten en verschillende oostelijke Europese lidstaten stonden achter het lidmaatschap, terwijl een aantal met name westelijke Europese leden tegen waren, waaronder Frankrijk, Duitsland en Nederland, om Rusland te vriend te houden voor onder andere economische belangen. Georgië en Oekraïne kregen wel een zogenaamde "open deur" uitnodiging om op termijn lid te worden, wat in de slotverklaring werd opgenomen, en daarna herhaaldelijk in slotverklaringen bevestigd werd.
Tijdens het presidentschap van Viktor Janoekovytsj (2010-2014) nam Oekraïne afstand van deze eerdere ambitie door een "non-bloc" positie in te nemen, maar de NAVO hield uitdrukkelijk de deur open. Ondanks dat Georgië actief meedeed aan NAVO-missies met flinke bijdrages in Irak en Afghanistan, gastland was van jaarlijkse NAVO-oefeningen en zich feitelijk kwalificeerde voor lidmaatschap, werd lidmaatschap in de praktijk op de lange baan geschoven. Dit kwam onder meer doordat het als gevolg van de Russisch-Georgische Oorlog in 2008 geen controle meer had over delen van haar territorium. Ditzelfde gold voor Oekraïne nadat Janoekovitsj was verjaagd met de Revolutie van de Waardigheid in februari 2014 en de daaropvolgende annexatie van de Krim en de oorlog in Oost-Oekraïne. Voorstellen van voormalig NAVO-SG Anders Fogh Rasmussen om de bezette gebieden in Georgië en Oekraïne niet onder artikel 5 van de NAVO te laten vallen konden deze patstelling niet doorbreken.
Na de Russische invasie van Oekraïne in 2022 verlaagde de regering van Georgische Droom haar ambities en sloeg een NAVO-kritische toon aan, waarbij ze de oorlog in Oekraïne toeschreef aan de NAVO uitbreiding. Georgië werd mede door de hiermee gepaard gaande democratische terugval en desinteresse stilletjes afgevoerd van de NAVO-uitbreidingsagenda, ook in NAVO-verklaringen. Dit terwijl alle aandacht nu op Oekraïne werd gevestigd, dat onder president Zelensky juist een zeer overtuigde pro-NAVO koers aannam. Meteen na de Russische annexatie van de Oekraïense oblasten Donetsk, Cherson, Loehansk en Zaporizja op 30 september 2022 diende Zelensky een nieuwe aanvraag in voor het lidmaatschap van Oekraïne. Hij vroeg om een versnelde toetreding, maar zag daarbij dezelfde ambivalentie en gebrek aan steun als zijn voorganger Joesjtsjenko in 2008.

## Wederzijds aangegane verplichtingen

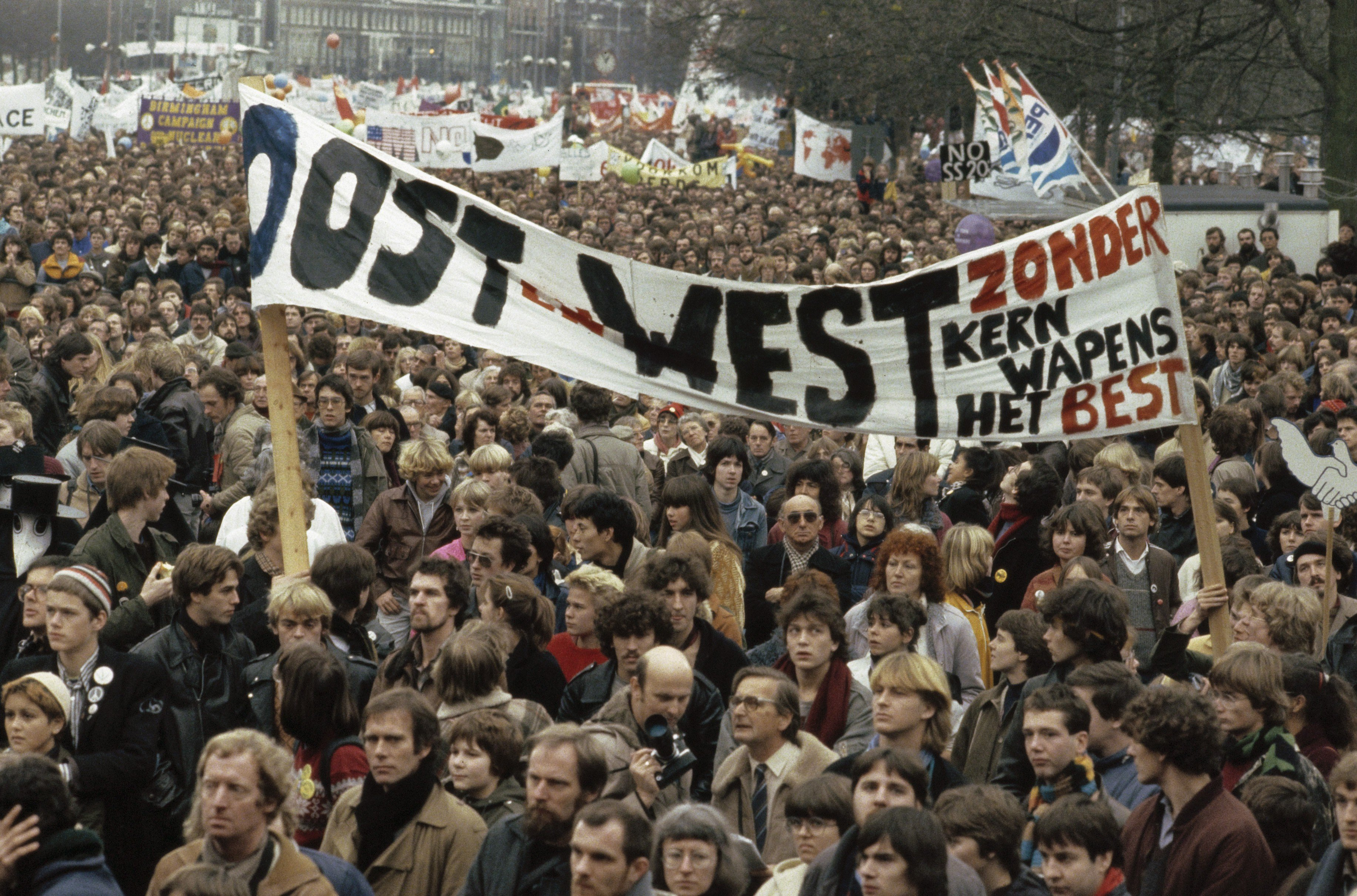
Antikernwapendemonstratie van 21 november 1981

Het Noord-Atlantisch Verdrag is een militair verdrag dat wederzijdse verdediging en samenwerking van de legers van de westerse landen regelt, aanvankelijk vooral als tegenkracht tegen de communistische landen in het Oostblok. Die vormden op hun beurt in 1955 het Warschaupact. De kern van het verdrag staat in artikel 5, dat stelt dat in geval van een aanval op een van de staten in Europa of Noord-Amerika, deze door de andere zal worden opgevat als een aanval op allemaal en dat alle landen zullen meehelpen (samenwerken) om de aanvaller af te weren.
Sinds het einde van de Koude Oorlog is het militaire belang van de NAVO afgenomen. De lidstaten incasseerden het vredesdividend en krompen hun strijdkrachten in. De NAVO is sindsdien in een transformatiefase, waarin nieuwe taken zoals bestrijding van terrorisme, proliferatie en anarchie op de agenda zijn gekomen. Op de top van Praag in 2002 en de top van Istanboel in 2004 zijn hierover afspraken gemaakt. Tijdens een topconferentie in Wales in 2014 kwamen de lidstaten overeen ernaar te zullen streven binnen tien jaar 2% van het bruto binnenlands product te besteden aan defensie. Aanleidingen hiertoe waren de Annexatie van de Krim in 2014 door Rusland en de terreurdreiging vanuit IS.
Artikel 5 is tot op heden eenmaal van toepassing verklaard: na de aanslagen op 11 september 2001 in New York en Washington. De NAVO heeft de Verenigde Staten kort na deze aanslagen bijgestaan met AWACS-radarvliegtuigen. Operatie Enduring Freedom daarentegen was geen NAVO-missie.
In februari 2003 deed NAVO-lid Turkije een beroep op de overige NAVO-leden op grond van artikel 4 van het Noord-Atlantisch Verdrag, dat voorziet in consultatie tussen de verdragsgenoten als het gebied, de politieke onafhankelijkheid of de veiligheid van een lidstaat wordt bedreigd. Turkije deed deze stap in verband met de gespannen situatie rond het buurland Irak. Een aantal westerse landen, waaronder de Verenigde Staten en het Verenigd Koninkrijk, stond op het punt Irak binnen te vallen om Saddam Hoessein te verdrijven.
Steunmaatregelen aan Turkije werden op 10 februari 2003 door een veto van Frankrijk, Duitsland en België geblokkeerd. Op 16 februari 2003 kondigde secretaris-generaal George Robertson echter aan dat er overeenstemming was bereikt, waarbij Frankrijk, dat zich al langer een aparte plaats binnen de NAVO had toebedeeld en niet meer volledig lid was, echter nog niet meedeed. De steunmaatregelen aan Turkije werden in gang gezet. Eerdere formele beroepen op artikel 4 werden wel direct ingewilligd.

## Organisatie-structuur
De secretaris-generaal is de hoogste burgerfunctie van de organisatie, traditioneel vervuld door een Europeaan. Sinds 1 oktober 2024 is de voormalige premier van Nederland Mark Rutte de voorzitter van de Noord-Atlantische Raad (NAR), bestaande uit permanente vertegenwoordigers van de lidstaten. Deze NAR vergadert elke woensdag en neemt bij unanimiteit de politieke besluiten. Deze Raad wordt bijgestaan door het Military Committee waar alle lidstaten met een leger in zijn vertegenwoordigd. De hoogste militaire commandant van de NAVO is de Supreme Allied Commander Europe (SACEUR), tot dusverre altijd een Amerikaan. Hij heeft deze titel om historische redenen, maar is ook commandant van NAVO-troepen buiten Europa.
De huidige (2023) SACEUR is generaal Christopher G. Cavioli van de Amerikaanse landmacht.

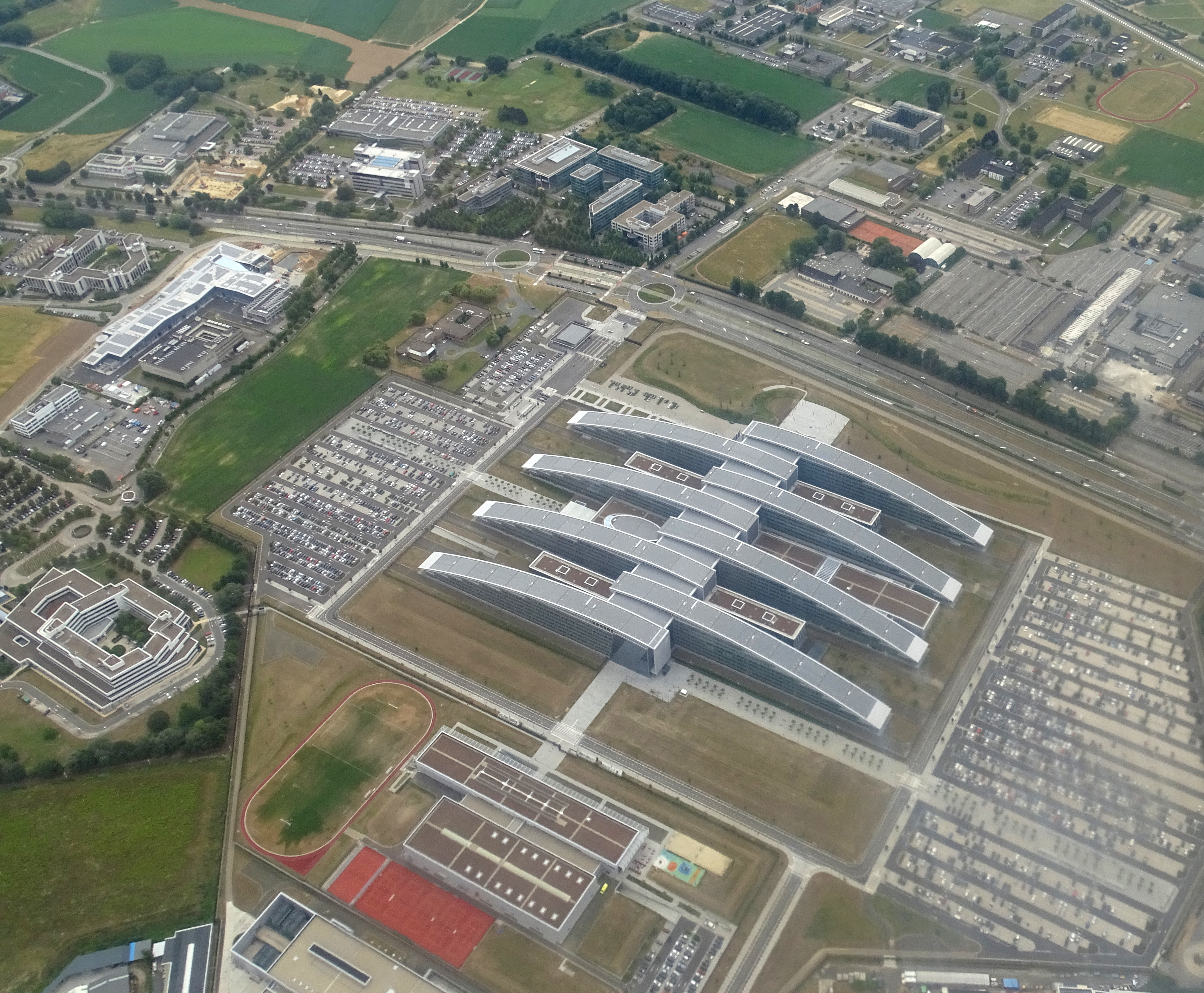
het NAVO-hoofdkwartier uit 2017

Het politieke hoofdkwartier van de NAVO bevindt zich in Brussel, waar ook de NAR is gevestigd. De eerste locatie was in Londen. Daarna volgden verhuizingen naar het Palais de Chaillot in Parijs in 1952, vervolgens naar Porte Dauphine in Parijs in 1959. Nadat Frankrijk onder president De Gaulle zich in 1966 had teruggetrokken uit de militaire samenwerking, besloot de NAVO te verhuizen uit Frankrijk.
Sinds 1967 is de NAVO gevestigd in Brussel (Haren) op de plek van het voormalige vliegveld, aan de Bourgetlaan. In het najaar van 2010 is het Nederlandse bouwbedrijf BAM in Brussel begonnen aan de bouw van een nieuw hoofdkwartier voor de NAVO aan de overzijde van de Bourgetlaan. Het bouwcontract heeft een waarde van ongeveer 460 miljoen euro. Het nieuwe gebouw heeft een vloeroppervlak van 250.000 m² en biedt plaats aan ongeveer 4500 werknemers. In 2017 werd het gebouw officieel ingehuldigd. De NAVO-top van regeringsleiders en staatshoofden in 2017 werd in het nieuwe gebouw gehouden.
Het Supreme Headquarters Allied Powers Europe (SHAPE) is het militaire commandocentrum. Het is gevestigd in Casteau ten noorden van het Belgische Bergen, Henegouwen.
Parlementair toezicht op de NAVO wordt verzekerd door de Parlementaire Vergadering (NATO Parliamentary Assembly, NATO PA).
In 1986 werd het autonoom overlegorgaan Eurogroup opgericht. Hierin overleggen alle Europese NAVO-lidstaten en proberen ze gemeenschappelijke standpunten te vormen.

## Onderlinge verwikkelingen
Binnen de NAVO zijn de spanningen tussen Turkije en een aantal andere lidmaten vergroot door het Turkse voornemen tot de aanschaf van het Russisch luchtafweersysteem S-400. De Verenigde Staten weerden Turkije hierop uit de ontwikkeling van het gevechtsvliegtuig F-35 'Joint Strike Fighter'. Tussen Frankrijk en Turkije zijn er spanningen na incidenten in de Middellandse zee tussen Franse en Turkse marineschepen in 2020.

## Beknopte chronologie

Uitbreiding van de NAVO in Europa

- 1945 - Einde Tweede Wereldoorlog. Door verliezer Duitsland veroverde grondgebieden worden herverdeeld, of blijven bezet door de Verenigde Staten, de Sovjet-Unie, het Verenigd Koninkrijk en Frankrijk.
- 1947 - Vastlopen conferentie van Londen (1947) over de toekomst van Duitsland, gehouden door de geallieerden.[19]
- 1948 - Communistische machtsovername in Tsechoslowakije (Praagse coup).
- 1948 - Blokkade van Berlijn door Sovjet-Unie na invoering "sterke" Deutsche Mark door de andere bezettingsmachten.[20]
- 1949 - Oprichting NAVO op 4 april. Ondertekenaars: België, Canada, Frankrijk, Luxemburg, Nederland, het Verenigd Koninkrijk, de Verenigde Staten van Amerika, Denemarken, IJsland, Italië, Noorwegen en Portugal.
- 1952 - Toetreding Turkije en Griekenland.
- 1955 - Toetreding Bondsrepubliek Duitsland.
- 1955 - Verdrag van Warschau (Warschaupact) als tegenhanger van de NAVO.
- 1961 - Start van de bouw van de Berlijnse Muur; het IJzeren Gordijn verdeelt Oost en West-Europa.
- 1966 - Frankrijk is een nucleaire macht geworden en trekt zich terug uit de militaire structuur, maar blijft politiek lid.
- 1966 - De NAVO verplaatst zijn hoofdkwartier van Frankrijk naar België.
- 1974 - Griekenland trekt zich vanwege de Turkse invasie van Cyprus terug uit het bondgenootschap.
- 1980 - Griekenland treedt weer toe.
- 1982 - Spanje wordt het zestiende lid.
- 1989 - Val van de Berlijnse Muur.
- 1990 - 12 september. Treaty on the final settlement with respect to Germany[21] Duitsland, DDR, Frankrijk, Sovjet-Unie, Verenigd Koninkrijk en Verenigde Staten komen o.a. overeen dat na de hereniging van Duitsland geen buitenlandse troepen gestationeerd mogen worden op het grondgebied van wat toen nog DDR was (artikel 5 laatste zin).
- 1990 - 3 oktober. Duitse hereniging, waardoor het grondgebied van de voormalige DDR deel van het NAVO-gebied wordt, met goedvinden van de leider van de Sovjet-Unie, Michael Gorbatsjov. Duitsland (minister van Buitenlandse Zaken Hans Dietrich Genscher) en de VS (minister James Baker) zouden die goedkeuring verkregen hebben met de belofte dat de NAVO "not one inch" verder naar het Oosten zou uitbreiden.[22] Deze bewering is echter twijfelachtig, aangezien deze belofte uiteindelijk nooit op papier is gekomen.[23] Uit een documentenstudie in 2022 van Mary E. Sarotte blijkt de uitspraak "not one inch" uit de context getrokken te zijn en dat er juist geen toezegging door president Bush is gedaan.[24]
- 1991 - Opheffing van het Warschaupact.
- 1994 - Op 28 februari vindt het Banja Luka-incident plaats, de eerste feitelijke gevechtsactie in de geschiedenis van de NAVO
- 1997 - Basisakkoord tussen de NAVO en Rusland: Moskou erkent dat landen het recht hebben om te kiezen hoe ze hun eigen veiligheid het best kunnen garanderen. "Alle landen die lid waren van de NAVO op 27 mei 1997 zullen geen militairen of materieel ontplooien op het grondgebied van andere landen in Europa."
- 1999 - Toetreding van Polen, Tsjechië en Hongarije.
- 1999 - Operatie Allied Force (23 maart-10 juni 1999) tijdens de Kosovo-oorlog. Zonder toestemming van de VN-Veiligheidsraad voert de NAVO deze operatie (luchtaanvallen) uit op Servische doelen om een oplossing van de Kosovo-crisis af te dwingen. Hierbij kwamen meer dan 550 mensen om het leven.
- 1999 - Operatie/missie KFOR in Kosovo.
- 2001 - Voor het eerst in de bestaansgeschiedenis van de NAVO treedt artikel 5 van het Noord-Atlantisch Verdrag in werking, na de aanslagen op de Verenigde Staten van 11 september 2001.[25] Als antwoord op de terreurdaden van Al Qaida daar, vertrok een coalitie van NAVO-landen voor een militaire missie naar Afghanistan. Op dat moment waren daar de Taliban aan de macht, die onderdak boden aan terroristische groeperingen. Na een zwaar offensief werd het Taliban-regime omvergeworpen en Al Qaida verdreven.
- 2004 - Toetreding van Bulgarije, Estland, Letland, Litouwen, Roemenië, Slowakije en Slovenië. Oranjerevolutie in Oekraïne.
- 2005 - NAVO en Australië besluiten nauwer te gaan samenwerken.[26]
- 2007 - NAVO-lidstaat Estland krijgt te maken met de eerste bekende cyber-aanslag op een gehele staat.[27]
- 2008 - Top van Boekarest: vergadering om Kroatië en Albanië lid te maken.
- 2008 - De VS stellen op een NAVO-bijeenkomst voor Oekraïne en Georgië het lidmaatschap aan te bieden, maar stuiten op tegenstand van de EU-landen. Daarop wordt het deze landen beloofd - als zij aan alle voorwaarden zouden voldoen - in de toekomst. Hiertoe worden NAVO-commissies voor beide landen opgericht.[28]
- 2009 - Toetreding van Albanië en Kroatië.[29]
- 2009 - Frankrijk wordt weer volledig lid.
- 2009 - De NAVO begint met antipiraterijpatrouilles bij de Hoorn van Afrika.
- 2011 - Operatie/missie in Libië.
- 2013 - Operatie/missie in Turkije. Nederland stuurt troepen en Patriotsystemen om de grens te verdedigen tegen mogelijke aanvallen met ballistische raketten uit Syrië.
- 2014 - Vergroting van militaire aanwezigheid door NAVO in de Baltische staten en Polen in verband met de Russisch-Oekraïense Oorlog.
- 2014 - Bijeenkomst in Wales waar wordt besloten dat de uitgaven voor defensie niet langer zullen dalen en dat de leden zullen streven naar een verhoging van de defensie-uitgaven tot 2% van het bruto binnenlands product (bbp) in 2024.[12][13] Tevens oprichting Joint Expeditionary Force.[30][31]
- 2017 - Toetreding van Montenegro.[32]
- 2017 - Leden herbevestigen afspraken van Wales om 2% van bbp aan defensie te besteden in 2024, ondanks Donald Trumps uitspraken dat er meer zal worden uitgegeven.[33]
- 2020 - Toetreding van Noord-Macedonië.[34]
- 2022 - Op 24 februari valt Rusland Oekraïne binnen vanuit het noorden (Wit-Rusland), het oosten en het zuiden (schiereiland De Krim). De dag erna activeerde de NAVO voor het eerst haar NATO Response Force (NRF (indien voltallig 40.000 militairen sterk)). Rond 7000 militairen worden verdeeld over enkele Oost-Europese NAVO-lidstaten.
- 2022 - Op 18 mei dienden Zweden en Finland gelijktijdig een verzoek in om NAVO-lid te worden.[35]
- 2022 - Eind juni werden Zweden en Finland op een NAVO-top verwelkomd als kandidaat-lid.
- 2023 - Toetreding van Finland.[36]
- 2024 - Toetreding van Zweden.[37]
- 2024 - De Nederlandse oud-premier Mark Rutte werd vanaf 1 oktober 2024 de nieuwe secretaris-generaal van de NAVO.[38]
- 2024 - In juli werd het 75-jarig bestaan van de NAVO herdacht tijdens een grote bijeenkomst in Washington. China werd zwaar bekritiseerd voor de steun aan Rusland in de oorlog tegen Oekraïne.[39]
- 2025 - Akkoord over 5 procentnorm van bbp voor defensie-uitgaven.

## De NAVO in enkele cijfers
Na het aflopen van de Koude Oorlog en het uiteenvallen van de Sovjet-Unie zijn de totale defensie-uitgaven van de NAVO trendmatig gedaald. Veel landen hebben door de afnemende militaire dreiging hun legers ingekrompen. Hieraan kwam een einde na de Russische annexatie van de Krim in 2014. In 2017 besloten de NAVO-ministers van Defensie oude commandostructuren weer op te tuigen.
| Jaar                                                                                              | Jaar prijspeil | Defensie-uitgaven VS | Percentage van het bbp | Defensie-uitgaven Canada en Europa | Percentage van het bbp | Totaal defensie-uitgaven | Percentage van het bbp |
| ------------------------------------------------------------------------------------------------- | -------------- | -------------------- | ---------------------- | ---------------------------------- | ---------------------- | ------------------------ | ---------------------- |
| 2008                                                                                              | 2010           | 777                  | 4,67%                  | 288                                | 1,69%                  | 1065                     | 3,16%                  |
| 2009                                                                                              | 2010           | 798                  | 4,94%                  | 279                                | 1,70%                  | 1077                     | 3,31%                  |
| 2010                                                                                              | 2010           | 739                  | 4,46%                  | 275                                | 1,64%                  | 1014                     | 3,04%                  |
| 2011                                                                                              | 2010           | 746                  | 4,42%                  | 266                                | 1,56%                  | 1012                     | 2,98%                  |
| 2012                                                                                              | 2010           | 705                  | 4,09%                  | 261                                | 1,53%                  | 966                      | 2,82%                  |
| 2013                                                                                              | 2010           | 665                  | 3,78%                  | 257                                | 1,51%                  | 922                      | 2,66%                  |
| 2014                                                                                              | 2010           | 630                  | 3,61%                  | 254                                | 1,47%                  | 884                      | 2,51%                  |
| 2015                                                                                              | 2010           | 618                  | 3,37%                  | 253                                | 1,43%                  | 871                      | 2,42%                  |
| 2015                                                                                              | 2015           | 641                  | 3,51%                  | 254                                | 1,42%                  | 896                      | 2,48%                  |
| 2016                                                                                              | 2015           | 651                  | 3,50%                  | 262                                | 1,44%                  | 913                      | 2,48%                  |
| 2017                                                                                              | 2015           | 626                  | 3,28%                  | 277                                | 1,48%                  | 904                      | 2,39%                  |
| 2018                                                                                              | 2015           | 640                  | 3,26%                  | 289                                | 1,51%                  | 929                      | 2,40%                  |
| 2019                                                                                              | 2015           | 699                  | 3,47%                  | 300                                | 1,54%                  | 999                      | 2,52%                  |
| 2020                                                                                              | 2015           | 704                  | 3,58%                  | 314                                | 1,72%                  | 1018                     | 2,69%                  |
| 2021                                                                                              | 2015           | 735                  | 3,53%                  | 322                                | 1,66%                  | 1056                     | 2,63%                  |
| 2022                                                                                              | 2015           | 703                  | 3,31%                  | 334                                | 1,66%                  | 1037                     | 2,51%                  |
| 2023                                                                                              | 2015           | 704                  | 3,23%                  | 365                                | 1,78%                  | 1069                     | 2,53%                  |
| 2024                                                                                              | 2015           | 755                  | 3,38%                  | 430                                | 2,02%                  | 1185                     | 2,71%                  |
| Bron: jaarverslag NAVO 2015 voor de jaren 2008-2015 Idem jaarverslag 2024 voor de jaren 2015-2024 |                |                      |                        |                                    |                        |                          |                        |

In 2024 bedroeg het aandeel in de directe NAVO-kosten van de Verenigde Staten van Amerika zo'n 16 procent, wat zij al lange tijd te veel vinden, terwijl ze de bijdrage van de Europese NAVO-leden te weinig vinden. Dit leidde tot de overeenstemming in Wales in 2014 om ten minste 2% van het bbp aan defensie uit te geven in 2024. Rusland heeft het voordeel van één leger onder een bevelsstructuur terwijl de legers van de Europese landen kleiner en meer versnipperd zijn waardoor ze minder efficiënt kunnen optreden. In 2024 gaven 23 landen 2% of meer van het bbp uit aan defensie, het gemiddelde voor de hele NAVO lag op 2,71% ten opzichte van 2,58% in 2014. In 2014 waren er nog slechts drie landen die meer dan 2% uitgaven.
Volgens gegevens van de NAVO heeft Nederland, tegen prijzen van 2015, in 2024 18,5 miljard dollar en België 6,9 miljard dollar uitgegeven aan defensieactiviteiten. De cijfers voor 2015 waren respectievelijk $8,7 miljard en $4,2 miljard. In 2024 kwam dit in Nederland overeen met 2,05% van het bbp en 1,30% in verhouding tot België. Na Polen met 4,12% en Estland met 3,43%, gaven de Verenigde Staten het meeste uit aan defensie, met 3,38% van het bbp.
In 2024 telden alle leden van de NAVO gezamenlijk 3,419 miljoen militairen (2015: 3,125 miljoen). De Verenigde Staten telden 1,300 miljoen militairen, gevolgd door Turkije met 481.000 man. Frankrijk telde ongeveer 205.000 militairen, Duitsland 186.000, Nederland had er 42.000 en België 21.000.

## Verhoudingen met andere landen
- Het Partnerschap voor vrede is een programma van de NAVO dat helpt het vertrouwen tussen de NAVO en andere Europese landen en landen van de voormalige Sovjet-Unie te vergroten. Het werd opgericht op 10 en 11 januari 1994 in Brussel.
- De Euro-Atlantische Partnerschapsraad (EAPC) werd opgericht op 29 mei 1997 en is een forum voor regelmatige coördinatie, overleg en dialoog tussen alle 49 deelnemers.
- De Mediterrane Dialoog werd opgericht in 1994 om op een vergelijkbare manier te coördineren met Israël en met de landen in Noord-Afrika.
- Het Samenwerkingsinitiatief van Istanboel (Istanbul Cooperation Initiative) werd in 2004 aangekondigd als een platform voor dialoog voor het Midden-Oosten op dezelfde wijze als de Mediterrane Dialooggroep.
- Andere staten hebben ook contact gelegd met de NAVO om te participeren in enkele van de activiteiten van het Partnerschap voor vrede.

## Ontwikkelingen vanaf 2022
Na de inval van Rusland in Oekraïne, werden er met name in de Oostelijke Europese staten veranderingen doorgevoerd op het gebied van internationale veiligheid en defensie. Zo voerde Letland de dienstplicht weer in en stuurde de NAVO extra manschappen naar Litouwen. Litouwen versterkte de afweer tegen digitale aanvallen en het verspreiden van misinformatie door Rusland.
Op de NAVO-top in Madrid van 28-30 juni 2022, werden Zweden en Finland verwelkomd als kandidaat-lid, en werd Oekraïne verzekerd van blijvende NAVO-steun. In een gezamenlijke verklaring van regeringsleiders en militaire leiders wordt benadrukt, dat de NAVO een bond is ter verdediging van haar leden en een platform voor het bespreken van veiligheidsproblemen. De oorlog die Rusland tegen Oekraïne voert wordt veroordeeld en wordt gezien als een ondermijning van de internationale veiligheid en stabiliteit. De Russische Federatie wordt beschouwd als de meest duidelijke en directe bedreiging van de NAVO-leden en de stabiliteit en vrede in het Euro-Atlantische gebied. De buitenlandse politiek van China wordt benoemd als een voortdurend tarten van de veiligheid, belangen en waarden van de leden. In dat verband waren ook de staatshoofden of regeringsleiders van Australië, Georgië, Japan, Zuid-Korea en Nieuw-Zeeland aanwezig.
Op 4 april 2023 trad Finland officieel toe tot de NAVO. Daar de Finnen en Rusland een grens van meer dan 1300 kilometer delen, werd de grens van de NAVO met Rusland in een klap verdubbeld.
De NAVO hield in de zomer van 2023 de grootste luchtmachtoefening uit de geschiedenis met 10.000 militairen en meer dan 250 vliegtuigen. In januari 2024 werd een grote oefening aangekondigd, te houden met 90.000 manschappen in onder meer Polen, Duitsland en de Baltische staten. Op termijn willen de NAVO-landen binnen een maand 300.000 militairen kunnen oproepen.
Sinds oktober 2023 hebben in meerdere Europese NAVO-lidstaten hooggeplaatste politici en militaire kopstukken in het openbaar de mening uitgesproken, dat de betreffende landen méér dan de laatste decennia, rekening moeten gaan houden met het voeren van oorlog in Europa. Genoemd wordt dat in het algemeen een mentaliteitsverandering nodig is, bij zowel private partijen als bij publieke organisaties en instellingen, en dat organisatorische veranderingen in de maatschappij en bij het leger nagestreefd zouden moeten worden.
Op 7 maart 2024 werd Zweden officieel lid van de NAVO. De Zweedse marine en luchtmacht kunnen een cruciale schakel zijn tussen de Atlantische Oceaan en de Baltische staten in crisissituaties met Rusland.
Tijdens de historische top in Washington DC naar aanleiding van 75 jaar NAVO, op 9-11 juli 2024, werd besloten militaire steun aan Oekraïne te blijven leveren en minimaal twee procent van het bruto binnenlands product (bbp) aan Defensie te zullen besteden.
Tijdens de top in Den Haag eind juni 2025 sloten de 32 NAVO-lidstaten unaniem een akkoord om tegen 2035 hun defensie-uitgaven te verhogen naar minstens vijf procent van het bbp. 3,5 procent van die norm-afspraak moet dienen voor "de kernverdediging en het behalen van de NAVO-capaciteitsdoelstellingen" en 1,5 procent voor "investeringen in kritieke infrastructuur, netwerkbeveiliging, civiele weerbaarheid, innovatie en de versterking van de defensie-industrie". Op de top werd nogmaals de steun aan Oekraïne in zijn strijd tegen Rusland bevestigd.